# Питър Крис
Питър Крис (на английски: George Peter John Criscuola) е американски певец, музикант и продуцент, бивш барабанист на рок групата Кис.

## Биография
Крис е от италиански произход, най-голямото от 5 деца. Учи в католическо училище и е поклонник на джаза като млад. Почти през цялото време докато е с Кис, се бори с пристрастието си към наркотиците. През 1980 г. Крис е уволнен от групата, заради наркотичните му проблеми.
Питър Крис изпълнява вокалите на една от най-успешните песни на Кис „Beth“.

## Дискография

### Chelsea
- „Chelsea“ (1970)

### Кис
- „Kiss“ (1974)
- „Hotter Than Hell“ (1974)
- „Dressed to Kill“ (1975)
- „Destroyer“ (1976)
- „Rock and Roll Over“ (1976)
- „Love Gun“ (1977)
- „Dynasty“ (1979)
- „Unmasked“ (1980)
- „Psycho Circus“ (1998)

### Соло
- „Peter Criss“ (1978)
- „Out of Control“ (1980)
- „Let Me Rock You“ (1982)
- „Cat 1“ (1994)
- „One for All“ (2007)